# Акула-янгол оката
Акула-янгол оката (Squatina oculata) — акула з роду акула-ангел родини акулоангелові. Інші назви «плавна акула-янгол», «маторіна».

## Опис
Загальна довжина досягає 1,6 м, зазвичай до 1,5 м. Голова велика. Морда округла з великими шипами (навколо кінчика морди та очей). Очі помірного розміру, розташовані на верхній частині голови. За ними є бризкальця, що дорівнюють очам. Проміжок між очима увігнутий. Вусики біля ніздрів слабко подвоєні. Носові клапани з легкою бахромистістю. Рот широкий, міститься ближче до краю морди. Зуби дрібні, гострі, розташовуються у декілька рядків. У неї 5 пар зябрових щілин. Тулуб сильно сплощений. Грудні плавці великі, дуже широкі, їх краї увігнуті. Має 2 маленьких спинних плавця однакового розміру у хвостовій частині. Черевні плавці витягнуті, помірно звужені. Анальний плавець відсутній. Хвіст звужується до хвостового плавця. Хвостовий плавець невеличкий, його нижня лопать трохи довша за верхню.
Забарвлення спини сіро-коричневе або світло-коричневе з симетричними білими плямами, що нагадують очі. Звідси походить назва цієї акули. З боків хвостового стебла присутні 3 пари темних округлих плям, іноді декілька таких плям присутня на грудних плавцях. Черево білуватого кольору.

## Спосіб життя
Тримається на глибинах від 5 до 500 м, зазвичай — до 100 м, на континентальному шельфі та континентальному схилі. Воліє до піщаних, мулистих, піщано-мулистих ґрунтів та температуру води 13-17 °C. Більш активна вночі. Полює з засідки. Живиться дрібною костистою рибою, ракоподібними, молюсками, перш за все головоногими.
Статева зрілість у самців настає при розмірі 80 см, самиць — 1 м. Це яйцеживородна акула. Породілля відбувається у лютому-квітні. Самиця народжує до 8 акуленят завдовжки 22-27 см.
М'ясо вживається в їжу, виготовляється риб'ячий жир і борошно, шкура — у галантерейній промисловості.
При необережному поводженні здатна завдати травми.

## Розповсюдження
Мешкає у східній частині Атлантичного океану: від Гібралтару, південної Португалії і Іспанії до Анголи. Також зустрічається у Середземному морі: уздовж африканського узбережжя, біля берегів Франції, Італії, Греції, Лівану, Сирії, Туреччини; в Адріатичному морі.